# Guertoufa
Guertoufa è un comune dell'Algeria, situato nella provincia di Tiaret.